# Gyrolite
La gyrolite est un minéral de la classe des silicates, qui appartient et a donné son nom au groupe éponyme. Il tire son nom du grec guros, "cercle", faisant allusion à la forme ronde des groupements cristallins qu'il présente.

## Caractéristiques
La gyrolite est un silicate de formule chimique NaCa16Si23AlO60(OH)8·14H2O. Elle cristallise dans le système triclinique. Sa dureté sur l'échelle de Mohs est de 2,5.

## Classification
Selon la classification de Nickel-Strunz, la gyrolite appartient à "09.EE - Phyllosilicates avec des réseaux tétraédriques d'anneaux à 6 membres connectés par des réseaux ou des bandes octaédriques", avec les minéraux suivants : bémentite, brokenhillite, pyrosmalite-(Fe), friedélite, pyrosmalite-(Mn), mcgilelite, nelenite, schallerite, palygorskite, tuperssuatsiaïte, yofortierite, windhoekite, falcondoïte, loughlinite, sépiolite, kalifersite, orlymanite, tungusite, reyerite, truscottite, natrosilite, makatite, varennesite, raïte, intersilite, shafranovskite, zakharovite, zéophyllite, minehilelite, fédorite, martinite et lalondéite.

## Présence dans la pâte de ciment durcie et dans le béton
La gyrolite est également mentionnée comme phase rare de silicate de calcium hydraté (C-S-H) dans les ouvrages sur la chimie du ciment,, avec une formulation simplifiée : Ca8(Si4O10)3(OH)4 · ~6 H2O, ce qui est cohérent avec la formulation générale donnée plus haut, mais ne prend pas en compte la substitution isomorphique d'un atome de silicium par un atome d'aluminium et un atome de sodium dans son réseau cristallin. La gyrolite peut se former à plus haute température dans les boues de ciment de puits pétroliers contenant du laitier de haut fourneau granulé broyé (en) (en anglais ground granulated blast furnace slag ou GGBFS) activé par un alcalin. Elle peut aussi se former dans du béton de ciment CEM III exposé à la réaction alcali-granulat (RAG) à température élevée.

## Formation et gisements
Elle a été découverte dans The Storr, à Portree, la plus grande ville de l'île de Skye (Highlands, Écosse). Bien qu'il s'agisse d'une espèce inhabituelle, elle a été décrite sur tous les continents de la planète à l'exception de l'Antarctique.